# HispanTV
HispanTV är en spanskspråkig nyhetskanal som drivs av Islamic Republic of Iran Broadcasting (IRIB), det statliga radio- och tv-bolaget i Iran. Kanalens nyhetssändningar hade premiär i december 2011.

## Innehåll och målgrupp
HispanTV:s programinnehåll är tillgängligt i flera spansktalande länder, däribland Venezuela, Spanien, Argentina och Kuba. I likhet med systerkanalerna Press TV (engelskspråkig) och Al-Alam (arabiskspråkig) är HispanTV en del av Irans satsning på statligt kontrollerade, internationella nyhetsmedier.
Kanalen har både iranska journalister med kunskaper i spanska och utländska medarbetare från bland annat Argentina, Chile, Honduras, Mexiko, Nicaragua, Ryssland, Spanien och Venezuela.
Det officiella målet med HispanTV är att främja kulturellt utbyte via tv- och webbutsändningar mellan latinamerikanska medborgare med iranskt ursprung, spansktalande muslimer, hispanofona minoriteter i USA och spansktalande utländska medborgare bosatta i Iran.

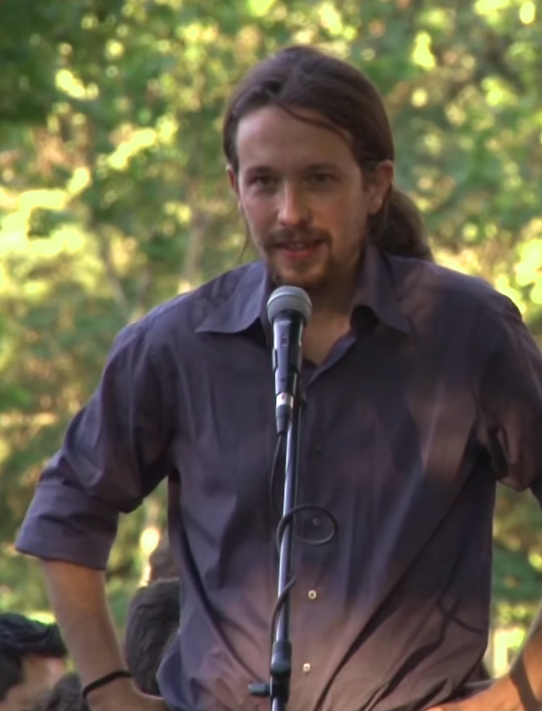
Pablo Iglesias Turrión, värd för HispanTV-programmet Fort Apache.

## Kontroverser

### Anklagelser om antisemitism
Anti-Defamation League (ADL) har anklagat HispanTV för att regelbundet sända antisemitiska och antisionistiska konspirationsteorier. Organisationen menar att Irans ökade inflytande i Latinamerika är ett strategiskt mål i den iranska utrikespolitiken, och att HispanTV används som plattform för att sprida konspirationsteorier, förnekelse av Förintelsen samt antisemitisk propaganda. HispanTV har till exempel påstått att COVID-19-pandemin är resultatet av en sionistisk komplott, och att viruset tjänar syftet att minska världens befolkning i enlighet med “sionismens mål”. 
Enligt en rapport från 2013 av den Venezuelanska konfederationen av israelitiska församlingar (CAIV), med fokus på antisemitism i Venezuela, har iranska medier i Latinamerika – särskilt HispanTV – spridit “förvrängda nyheter, utelämnanden och falska anklagelser” mot Israel. Denna information återges därefter av andra statligt kontrollerade medier i regionen, såsom RT (Ryssland), Prensa Latina (Kuba) och flera venezuelanska kanaler som bland andra TeleSUR, Venezolana de Televisión (VTV), Alba TV, Radio Nacional de Venezuela (RNV).
Ett uppmärksammat exempel är dokumentären Plan Andinia: A New Jewish State? av Asela Villar, som spridits av Real Stories-nätverket (drivet av Little Dot Studios och All3Media). Filmen bygger på en konspirationsteori om att Israel i hemlighet skulle planera att etablera en ny judisk stat i Patagonien.